# آموزش در لسوتو
نظام آموزشی در لسوتو در سال‌های اخیر دستخوش اصلاحاتی شده است؛ به‌طوری که آموزش ابتدایی در این کشور هم‌اکنون رایگان، همگانی و اجباری است.بر پایه گزارش «ابتکار سنجش حقوق بشر» (HRMI)، لسوتو تنها ۷۲٫۵ درصد از آنچه باید در زمینه تحقق «حق آموزش» با توجه به سطح درآمد خود ارائه دهد را محقق ساخته‌است. این نهاد، ارزیابی خود را با تفکیک میان آموزش ابتدایی و متوسطه انجام می‌دهد. بر همین اساس، لسوتو با در نظر گرفتن سطح درآمد ملی، موفق شده‌است ۹۲٫۱ درصد از ظرفیت ممکن خود را در آموزش ابتدایی و تنها ۵۲٫۸ درصد را در آموزش متوسطه تحقق بخشد.

## مقدمه

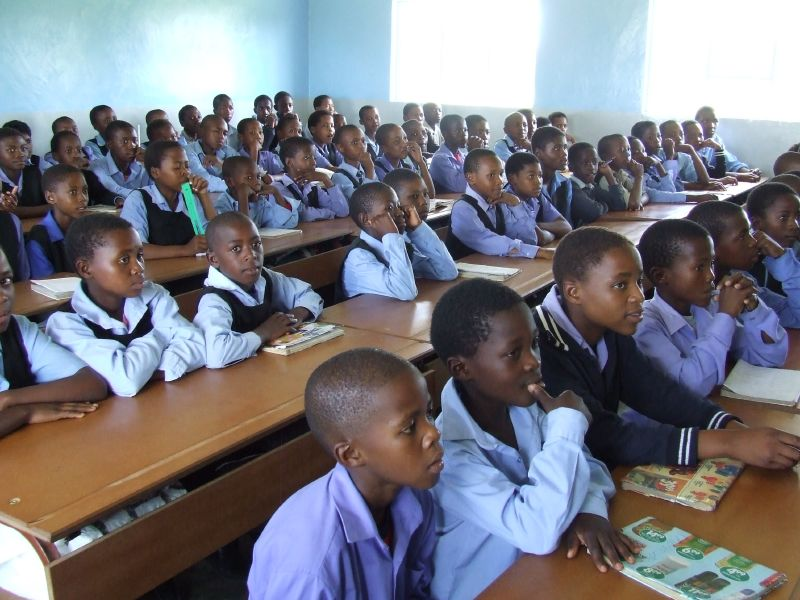
کلاس درس در ها نکابی، لسوتو

لسوتو بیشتر از هر کشور دیگری در جهان، درصد بیشتری از تولید ناخالص داخلی خود (۱۳%) را به آموزش اختصاص می‌دهد. و یک کودک در لسوتو انتظار دارد که ۱۰ سال از زندگی خود را در نظام آموزشی بگذراند. آموزش در این کشور فقط بین سنین ۶ تا ۱۳ سالگی اجباری است. آموزش متوسطه اجباری نیست و از سال ۲۰۰۵، تنها ۲۴ درصد از افراد ۱۳ تا ۱۷ ساله به آن ادامه می‌دهند. در سطح آموزش متوسطه، شکاف جنسیتی مشاهده می‌شود، به‌طوری که تعداد دختران بیشتر از پسران است. این شکاف در مناطق ثروتمندتر بیشتر نمایان است، جایی که پسران ۱۵.۶ درصد کمتر از دختران به مدارس متوسطه می‌روند.
سیستم آموزشی لسوتو در دو حوزه رسمی و غیررسمی سازماندهی شده است. ساختار رسمی آموزش در لسوتو شامل سه مرحله ابتدایی، متوسطه و عالی به صورت ۳-۷-۳-۲ است. آموزش کودکان پیش‌دبستانی که به آن "مدرسه پیش‌دبستانی" گفته می‌شود، پیش از ورود به دبستان ضروری است و دانش‌آموزان باید سه سال در این مرحله تحصیل کنند. دبستان شامل هفت پایه (۱-۷) است و پس از پایان این مرحله، دانش‌آموزان مدرک "آزمون ترک دبستان" (PSLE) دریافت می‌کنند که به آن‌ها اجازه می‌دهد وارد مدارس متوسطه شوند. در سیستم متوسطه، دو بخش وجود دارد که شامل متوسطه ابتدایی و متوسطه عالی است. متوسطه ابتدایی سه سال به طول می‌انجامد (۸-۱۰) و پس از آن، مدرک "گواهی‌نامه مقدماتی" (JC) داده می‌شود و دانش‌آموزان وارد پایه‌های ۱۱-۱۲ می‌شوند. سیستم آموزشی رسمی لسوتو شامل حدود ۲,۲۰۴ مدرسه پیش‌دبستانی، ۱,۴۷۸ مدرسه ابتدایی، حدود ۳۴۱ مدرسه پس از دبستان و ۱۴ مؤسسه آموزش عالی است. همچنین، حوزه‌های غیررسمی آموزشی شامل ۲۶ مدرسه فنی و حرفه‌ای است که آموزش‌هایی در زمینه مکانیک خودرو، بنایی و علوم خانگی ارائه می‌دهند. این آموزش‌های غیررسمی برای افرادی که قادر به ادامه تحصیل در نظام رسمی نیستند در نظر گرفته شده است و همچنین آموزش‌های ابتدایی و متوسطه را نیز شامل می‌شود. آموزش متوسطه شامل پنج سال است: سه سال دوره مقدماتی و دو سال دوره عالی. برای ادامه تحصیل در این مرحله، باید آزمون ملی "گواهی‌نامه مقدماتی" را با موفقیت پشت سر گذاشت و در نهایت، آزمون‌های خارجی "گواهی‌نامه مدارس کامبریج" (GCE "O" Level) را که دسترسی به برنامه‌های دانشگاهی را فراهم می‌آورد، طی کرد. بیشتر تحصیلات دانشگاهی در مقطع کارشناسی در لسوتو چهار سال طول می‌کشد و دوره‌های کارشناسی ارشد معمولاً دو سال به طول می‌انجامد.

## اصلاحات آموزشی
برنامه آموزش رایگان ابتدایی در لسوتو از سال ۲۰۰۰ آغاز شد. پیش از آن، بسیاری از پسران هرگز تحصیلات ابتدایی دریافت نمی‌کردند و زمان خود را صرف دامداری و چوپانی می‌کردند. نرخ باسوادی بزرگسالان در زنان (۹۵٪) بالاتر از مردان (۸۳٪) است. دولت لسوتو تصمیم گرفت آموزش رایگان ابتدایی را به‌صورت تدریجی اجرا کند، به‌گونه‌ای که حذف شهریه از کودکان خردسال در سال ۲۰۰۰ آغاز شد. در سال ۲۰۱۰، با رسیدن نرخ ثبت‌نام در مدارس ابتدایی به ۸۲٪، قانون آموزش جدیدی تصویب شد که نه‌تنها آموزش ابتدایی را رایگان بلکه اجباری نیز اعلام کرد.
اگرچه لسوتو بیش از ۲۳.۳٪ از بودجه ملی خود را به آموزش اختصاص می‌دهد، مطالعه‌ای در سال ۲۰۱۵ نشان داد که بخش آموزش کشور با چالش‌های متعددی مواجه است. یکی از این چالش‌ها نرخ پایین نگه‌داشت دانش‌آموزان در سطوح ابتدایی و متوسطه است. سایر چالش‌های گزارش‌شده شامل پایین بودن نتایج یادگیری دانش‌آموزان، ناکارآمدی زیاد در نظام آموزشی و ضعف در مدیریت مدارس است. همچنین بسیاری از بخش‌های آموزشی فاقد زیرساخت‌ها و امکانات مناسب هستند و حفظ معلمان، به‌ویژه در مناطق کوهستانی یا دورافتاده، دشوار است.
در پاسخ به این مشکلات، لسوتو برنامه راهبردی بخش آموزش برای سال‌های ۲۰۱۶ تا ۲۰۲۶ را تدوین و اجرا کرد. این برنامه در قالب ۱۳ فصل تنظیم شده و موضوعات مختلف مرتبط با وزارت آموزش و پرورش و آموزش حرفه‌ای را پوشش می‌دهد. هدف این برنامه نه‌تنها تخصیص دقیق بودجه وزارتخانه در طول یک دهه، بلکه تمرکز بر بهبود عملکرد ضعیف دانش‌آموزان در دروس علوم، فناوری، مهندسی و ریاضیات (STEM) است.

## آموزش زنان
در حالی‌که در بسیاری از کشورهای با درآمد پایین، آموزش اغلب به نفع مردان پیش می‌رود، در لسوتو شکاف جنسیتی در آموزش به سود زنان است نسبت ثبت‌نام در مقطع متوسطه برای دختران نسبت به پسران ۱.۶ به ۱ است که این میزان بالاترین نرخ در جهان به شمار می‌رود.
افزایش آموزش زنان در لسوتو به دلیل مهاجرت مردان به آفریقای جنوبی برای یافتن کار و غلبه بر فقر به وجود آمده است. این روند باعث شده جمعیت زنان نسبت به مردان تا چهار برابر بیشتر شود، چرا که بسیاری از مردان مهاجر در آفریقای جنوبی ماندگار شدند.
با وجود نرخ بالای ثبت‌نام دختران در مدارس، نرخ ترک‌تحصیل در مقاطع پایین‌تر همچنان بالا باقی مانده که این موضوع به عوامل فرهنگی، اقتصادی و اجتماعی نسبت داده می‌شود.

## چالش ها
اگرچه وزارت آموزش و پرورش و آموزش فنی لسوتو (MOET) آموزش ابتدایی رایگان را معرفی کرد، اما بسیاری از دانش‌آموزان دارای معلولیت از دسترسی به آموزش محروم ماندند. در دهه ۱۹۹۰، این وزارت‌خانه اهدافی را منتشر کرد که بر ادغام افراد دارای معلولیت در نظام آموزشی تأکید داشت. این برنامه‌ها شامل دوره‌های آموزش ویژه برای تربیت معلمان در راستای پاسخ‌گویی به نیازهای خاص این دانش‌آموزان می‌شد.
با تصویب «برنامه راهبردی بخش آموزش» در سال ۲۰۰۵، هدف اصلی آن افزایش چشم‌گیر دسترسی کودکان با نیازهای ویژه آموزشی (SEN) و ترویج ادغام بیشتر این گروه‌ها در مدارس معمولی بود.
با این حال، همچنان کمبود معلم واجد شرایط در دروسی همچون علوم، ریاضیات، تجارت و موضوعات فنی به عنوان یک چالش عمده باقی مانده است.

## دانشگاه ها
لسوتو دارای سه دانشگاه است. دانشگاه اصلی این کشور، دانشگاه ملی لسوتو (National University of Lesotho)، در شهر روما واقع شده و حدود ۱۰٬۰۰۰ دانشجو در آن ثبت‌نام کرده‌اند. از سال ۲۰۰۸، شهر پایتخت ماسرو میزبان یکی از پردیس‌های دانشگاه لیمکوکوینگ ،دانشگاه بوتو (Botho University) نیز در مرکز خرید ماسرو، در منطقه «ها تتسانه» (Ha Thetsane) قرار دارد.